# Gesing (Kismantoro)
Gesing is een bestuurslaag in het regentschap Wonogiri van de provincie Midden-Java, Indonesië. Gesing telt 4707 inwoners (volkstelling 2010).